# Marathrum schiedeanum
Marathrum schiedeanum là một loài thực vật có hoa trong họ Podostemaceae. Loài này được (Cham.) Tul. mô tả khoa học đầu tiên năm 1849.